# Kubwa singularis
Kubwa singularis là một loài nhện trong họ Cyatholipidae. Chúng là loài duy nhất trong chi Kubwa.